# 浦野重直
浦野 重直（うらの しげなお、生没年不詳）は、平安時代末期の武将。信濃守源重遠の長男。兄弟に葦敷重頼、小河重房、山田重弘らがあり、子に山田重満、彦坂重親、高田重宗（高田重家?）、白川重義、小島重平、足助重長らがある。浦野太郎、山田先生、河辺冠者などと号した。
その事跡が史料上にみえず系図類でのみ確認できる。ただ、『尊卑分脈』には父より尾張国春日井郡浦野の所領を継承する一方で同山田郡山田庄や同海部郡河辺庄などをも知行したことを示唆する記述がある。これに従えば、合わせて史料上に現れる一世代後以降の子孫たちの活動からも推して、弟たちと共にこの時期の尾張国内に一定の勢力を有していたことが窺われるが、その他の具体的な動向などは不明である。